# Sangarrén
Sangarrén es un municipio español de la provincia de Huesca perteneciente a la
comarca de los Monegros, Aragón. Tiene un área de 32,22 km², con una población de 257 habitantes (INE 2009) y una densidad de 7,98 hab/km². Cuenta además con un castillo

## Demografía
Sangarrén cuenta con una población de 221 habitantes (INE 2024).
| Gráfica de evolución demográfica de Sangarrén entre 1842 y 2021                                                     |
| |
| Población de derecho según los censos de población del INE Población de hecho según los censos de población del INE |

## Administración y política
| Período   | Alcalde                  | Partido |  |
| --------- | ------------------------ | ------- |  |
| 1979-1983 | Leonardo Pardo Carcasona | Ind.    |  |
| 1983-1987 |                          |         |  |
| 1987-1999 | Jesús Brau Grasa         | IU      |  |
| 1999-2003 |                          |         |  |
| 2003-2007 |                          | PP      |  |
| 2007-2011 | José Luis Ramos Ciria    | PP      |  |
| 2011-2015 | Vicente Ciria Gella      | PP      |  |
| 2015-2019 | Vicente Ciria Gella      | PP      |  |
| 2019-2022 | Lucía Pérez              | PSOE    |  |

| Partido político    | Partido político                                   | 1987   | 1991   | 1995   | 1999   | 2003   | 2007   | 2011   | 2015   |
| Partido político    | Partido político                                   | Ediles | Ediles | Ediles | Ediles | Ediles | Ediles | Ediles | Ediles |
|                     | Izquierda Unida (IU)                               | 4      | 4      | 4      | —      | —      | —      | —      | —      |
|                     | Partido Popular de Aragón (PP)                     | —      | 1      | —      | 4      | 4      | 4      | 3      | 3      |
|                     | Partido de los Socialistas de Aragón (PSOE-Aragón) | 3      | 2      | 3      | 3      | 3      | 3      | 1      | 1      |
|                     | Partido Aragonés (PAR)                             | —      | —      | —      | —      | —      | —      | 1      | 1      |
| Total de concejales | Total de concejales                                | 7      | 7      | 7      | 7      | 7      | 7      | 5      | 5      |

## Localidades hermanadas
- Clermont-Pouyguillès, Francia.[9]